# Nordische Badmintonmeisterschaft 1972
Die Nordische Badmintonmeisterschaft 1972 fand vom 18. bis zum 19. November in Kopenhagen (Gentofte) statt. Es war die elfte Auflage dieser Veranstaltung.

## Titelträger
| Disziplin    | Sieger                    |
| ------------ | ------------------------- |
| Herreneinzel | Sture Johnsson            |
| Dameneinzel  | Eva Twedberg              |
| Herrendoppel | Poul Petersen Svend Pri   |
| Damendoppel  | Anne Berglund Lene Køppen |
| Mixed        | Elo Hansen Ulla Strand    |

## Finalresultate
| Disziplin    | Sieger                    | Finalist                                    | Ergebnis           |
| ------------ | ------------------------- | ------------------------------------------- | ------------------ |
| Herreneinzel | Sture Johnsson            | Thomas Kihlström                            | 15–3, 17–14        |
| Dameneinzel  | Eva Twedberg              | Imre Rietveld Nielsen                       | 11–8, 12–9         |
| Herrendoppel | Poul Petersen Svend Pri   | Henning Borch Jørgen Mortensen              | 10–15, 15–12, 15–9 |
| Damendoppel  | Anne Berglund Lene Køppen | Imre Rietveld Nielsen Bente Flindt Sørensen | 15–5, 17–14        |
| Mixed        | Elo Hansen Ulla Strand    | Per Walsøe Pernille Kaagaard                | 15–11, 15–11       |